# دلفین آرنو
دلفین آرنو (انگلیسی: Delphine Arnault؛ زادهٔ ۴ آوریل ۱۹۷۵) سرمایه‌دار و مدیر اجرایی اهل فرانسه است، که هم‌اکنون به‌عنوان نایب رئیس شرکت لویی ویتون فعالیت می‌کند. وی دختر برنار آرنو است.